# Kugel (Heraldik)

Diverse grundlegende Anordnungen der Kugel im Schild

Die Kugel ist eine Form in der Heraldik und wird als kleine kreisrunde Scheibe in Wappenschildern, Wappenfeldern und im Bord, aber auch auf anderen Heroldsbildern dargestellt.

## Darstellung und Blasonierung
Die plastische Form zählt zu den gemeinen Figuren.
Verschiedene andere Namen sind in der Heraldik verbreitet. Man nimmt an, dass die Form den antiken Diskusscheiben, Kanonenkugeln oder Gewehrkugeln nachgeahmt wurde. Heraldiker blasonieren diese Kugeln auch als Ballen oder Kuchen. Letztere Bezeichnung leitet sich von dem französischen Wort tourteau ab. Die Möglichkeit der Nachbildung von Münzen ist nicht ausgeschlossen, dann spricht man Pfennige, Wappenpfennige, und sie sind durchwegs in Gold, seltener Silber. Sie wird auch Scheibe blasoniert und kann dann größer sein.
Für besondere Formen haben sich weitere Eigennamen durchgesetzt:
So werden goldene Kugeln auch als Billen und die silbernen als Bälle bezeichnet. Die rote Farbe der Kugel führt zum Eigennamen Pillen.
Das Auftreten im Wappen kann einzeln, zwei oder zwei über einer Kugel sein. Die pfahlweise oder balkenweise, auch die schräglinke oder schrägrechte Anordnung ist möglich. Das ist die häufigste Form. Es sind aber auch Wappen bekannt, die eine mehrreihige Aufschichtung ohne Berührung nach oben mit abnehmender Anzahl abbilden (etwa 2:1 oder 3:2:1). Auch die quadratische Anordnung 2×2, 3×3 und mehr sind verbreitet.
Die Kugel kann – im wörtlichen Sinne – leicht räumlich dargestellt werden, was aber unheraldisch ist.
|  |  |

Wird ein Kreuz mit Kugeln an den Armen besetzt oder die Arme laufen in diesen aus, ist es ein Apfelkreuz. Beim Perlenkreuz bestehen die Arme komplett aus mehreren Kugeln. Für beide Kreuze finden sich Kugelkreuz wie die anderen Namen der Kugel ebenfalls.
Wappenfiguren mit rundem Bild sind nicht immer eine Kugel.
Ringe, zwei Kreise mit unterschiedlichen Durchmesser, aber gleichem Mittelpunkt, gleichen diesem Bild, sind aber direkt im Feld oder auf Heroldsbildern und nicht auf einer gemeinen Figur. Wenn die Farbe des Wappens aber mit der in dem Rund identisch ist, ist die gemeine Figur als durchbohrte Scheibe zu beschreiben.

## Beispiele

hinten drei (2 : 1) Kugeln (Albertshofen)
2 über 1 Kugeln (Altheim)
Kugeln als Attribut des Hl. Nikolaus (Alvesse)
5 : 4 pfahlweise gestellte Kugeln (Warstein)
4 über 3 Kugeln in wechselnden Farben (Jandelsbrunn)
2 : 2 : 1 gestellte Kugeln (Moorrege)
17 und zwei halbe kreisrunde goldene Schildbeschläge (Landkreis Grafschaft Bentheim)
… oben nach der Figur begleitet von vier (3 : 1) goldenen Kugeln (Samtgemeinde Emlichheim)
ein Horn und 13 Kugeln (Nordhorn)
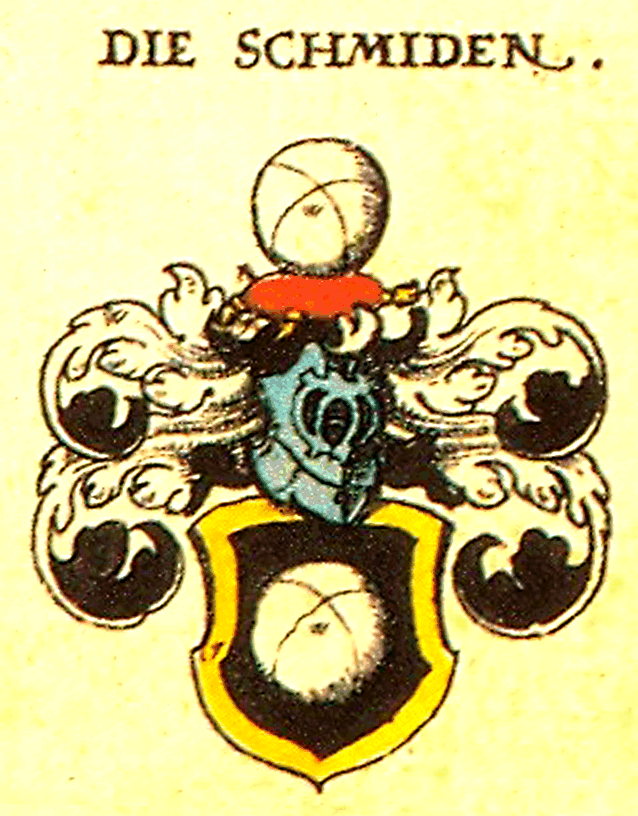
Wappen der Schmid in Sumpfohren
Bülow'sches Stammwappen: 14 Kugeln in Gold im Schild und der Helmzier